# Kulturzentrum franz.K

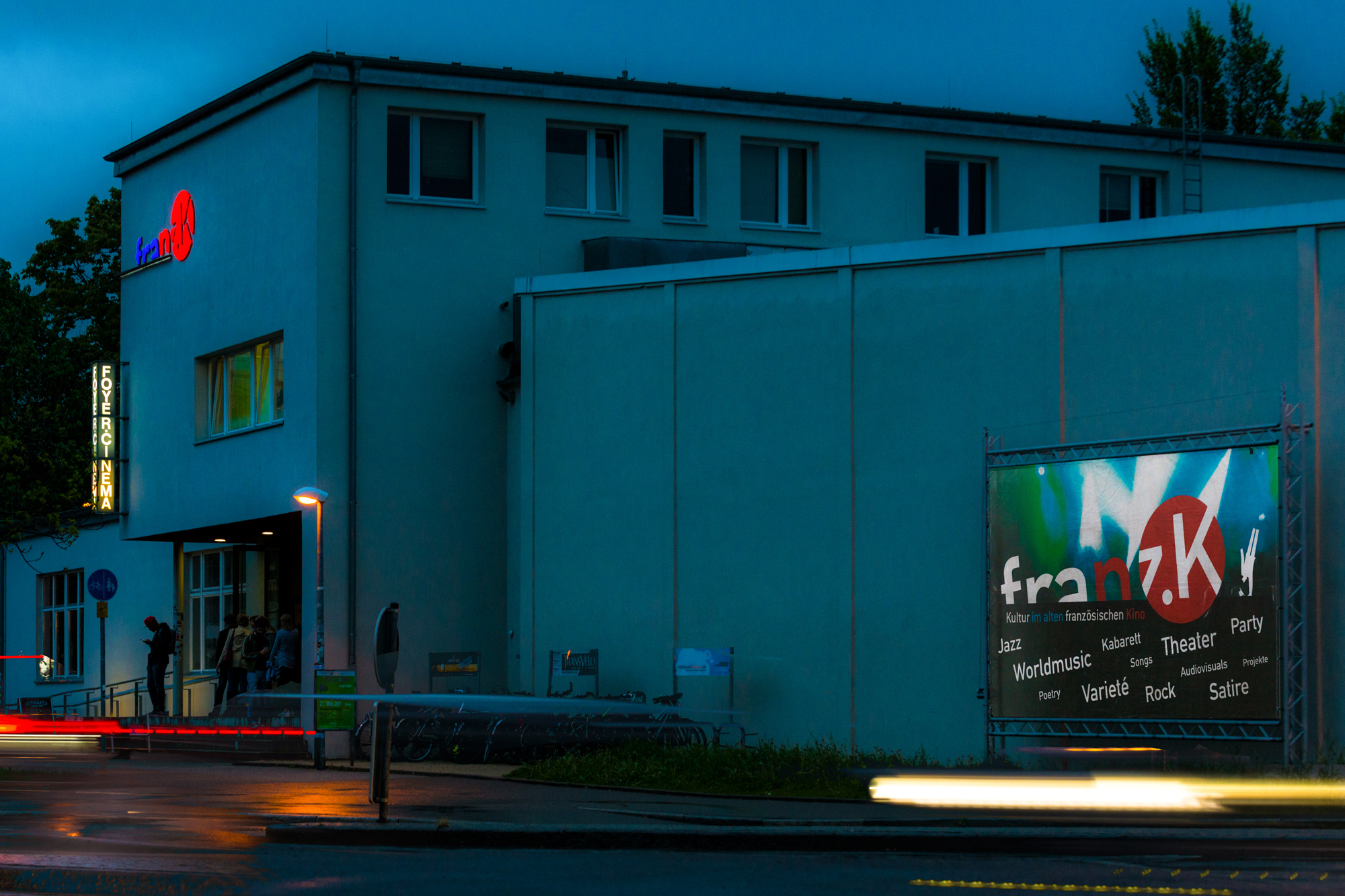

Das franz.K ist ein 2008 eröffnetes soziokulturelles Zentrum in Reutlingen mit einem Veranstaltungsprogramm aus politischen Diskussionsveranstaltungen, Theater, Kleinkunst und Musik aus verschiedenen Richtungen und für unterschiedliche Zielgruppen.
Pro Jahr finden über 350 Veranstaltungen statt, die jährliche Besucherzahl liegt bei etwa 50.000. Das franz.K ist Mitglied in der Landesarbeitsgemeinschaft soziokultureller Zentren (LAKS) und wird als solches im laufenden Betrieb von der Stadt Reutlingen und dem Land Baden-Württemberg bezuschusst. 65 % der Ausgaben werden aus Eigenmitteln finanziert.
Der Name franz.K ist abgeleitet vom ehemaligen französischen Kino, das in dem Gebäude „Unter den Linden 23“ als Teil des Offizierskasinos der von 1945 bis 1992 in Reutlingen stationierten französischen Garnison untergebracht war. Nach Abzug der französischen Streitkräfte war der Gebäudekomplex in städtischen Besitz übergegangen.

## Programm
Ein Schwerpunkt des Programms liegt auf der interkulturellen Arbeit. Dafür stehen mehrere Formate, die sich mit dieser Thematik auseinandersetzen: Es gibt eine interkulturelle Jamsession namens Easy Sunday. Ein dreitägiges Open Air namens inter:Komm!, bei dem einerseits Weltmusikbands spielen, aber auch migrantische Vereine der Stadt Reutlingen gastronomische und kulturelle Beiträge beisteuern.
Für Geflüchtete gibt es zu allen Veranstaltungen Freikarten.
Allgemein gibt es die Möglichkeit für Menschen mit kleinem Budget über die AWO oder das Asylcafé Freikarten für Veranstaltungen zu bekommen.
2015 gewann das franz.K den APPLAUS Preis der Initiative Musik.
Die jährlich etwa 170 Musikveranstaltungen werden in der Form mehrerer Reihen gegliedert: Songs & Poesija präsentiert IndieFolk, IndiePop und Singer/Songwriter, Indi(e)stinction experimentelle Formen von Rock abseits des Mainstreams, noche globalista, nuite globaliste oder global(east)-a Weltmusik-Bands, die Folkelemente aus dem spanisch- und französischsprachigem Bereich sowie aus Osteuropa mit Rock, Ska, Reggae, Punk und HipHop mischen. francofolies präsentiert Bands aus Frankreich, die Chansons in neuem Gewand auf die Bühne bringen, The other Side of Nashville präsentiert Bands, die Country, Bluegrass und Americana mischen und noche latina präsentiert Bands aus Lateinamerika, die einen Stilmix aus Folk, Jazz und Pop spielen.
Jazzkonzerte laufen meist in Kooperation mit dem Reutlinger „Jazzclub in der Mitte“ und haben deshalb keinen festen Reihennamen. Neben den Musikreihen gibt es im franz. K auch den Kleinkunstherbst, in dessen Rahmen Kabarettisten, Kleinkünstler, Komiker, Liedermacher, Humoristen und Komödianten unterschiedlichster Bekanntheit auftreten. Der Kleinkunstherbst entstand 2008 aus der "Kleinkunstbühne", die seit 1984 mit vergleichbarem Konzept bis 2003 im Gewölbekeller der Gaststätte „Zum Alten Rappen“ und anschließend bis 2008 im „Foyer U3“, dem Vorgänger des franz. K, veranstaltete.
Des Weiteren entwickelt das franz. K auch gezielt die regionale Szene mit. Es gibt deshalb feste Programmreihen/Konzertslots für lokale Bands und Musiker unter dem Motto: Indie stays Echaz (Echaz heißt der Bach, der am franz.K vorbeifließt) – Rockbands aus der Region teilen sich die franz.K-Bühne, es gab regio.music.spot – ein Nachwuchswettbewerb in Zusammenarbeit mit dem "Popbüro Neckar-Alb", der zu Beginn der 2000er Jahre zusammen mit dem Reutlinger Amt für Schulen, Jugend und Sport in den damaligen Räumen des Cafe Nepomuk aus der Taufe gehoben wurde, Rhythm & Groove- das jährliche Bandfestival mit Schüler-Bands der Reutlinger Musikschule,Represent – United Bands of Reutlingen, ein 2-tägiges Bandfestival mit ausschließlich lokalen Bands, Poesie & Pommes SongSlams, Poesie & Pommes Poetry Slams (mit Beteiligung von Rappern), Easy Sunday, die monatliche interkulturelle Jam-Session mit Reutlinger Musikern aus allen Teilen der Welt.
Das franz.K hat auch künstlerische Eigenproduktionen. Neben tourenden Indoor-Festivals wie der Akkordeonale (Akkordeon-Weltmusik-Festival) und dem Bluegrass-Jamboree (Bluegrass- und Americana-Festival) wurden auch eigene Formate im Indoor-Bereich entwickelt, wie das Sturm & Klang Festival (Zielgruppe sind Schüler. Das Festival bestand aus Workshops zu politischen Themen und drei an Jugendliche gerichtete Bands am Abend) und das Songs & Poesija-Festival, mit dem die Vielfalt von Künstlern gezeigt werden soll, die alle unter Singer/Songwriter zählen. Außerdem ist das Kulturzentrum beim Jazzfestival „Reutlinger Jazzfrühling“ Kooperationspartner und Ort für große Veranstaltungen.
Ebenfalls wird beim „Burning Eagle Festival“ kooperiert, das im franz. K entstanden und über 6 Jahre gewachsen ist und 2013 selbstständig wurde. Es präsentierte ungewöhnliche Singer/Songwriter und Indie-Bands und wurde in der gesamten Musik- und Regionalpresse für sein ambitioniertes Programm und Ambiente gelobt. Im Vorfeld des Festivals präsentiert das Kulturzentrum meist drei warm-up Konzerte mit Pop/Rock-Bands.
Außerdem ist das franz.K Partner und Aufführungsort der Abendveranstaltungen des Kultur vom Rande – Festivals, das über eine Woche überall in der Stadt „integrative“ Kultur zeigt, also künstlerische Produktionen von und mit Menschen mit Handicaps. Das Festival ist in seiner Form einzigartig in Deutschland.
Seit 2016 existiert das zusammengefasste Indie(e)stinction Festival. Mit dem Wortspiel Indi(e)stinction sind Bands gemeint, die einerseits „Indie“, also unabhängig von den großen Labels und ebenso unabhängig vom Massengeschmack agieren und die andererseits trotzdem nicht so einfach unterschieden, sprich eingeordnet werden können, also „indistinctiv“ sind.
Mit Kollektiv: Tanzbar wurde 2016 eine Veranstaltungsreihe mit elektronischer Tanzmusik von lokalen DJs in Kooperation mit den vier Veranstalterkollektiven „Bollwerk“, „Bunte Klänge“, „Emma.Ton“ und „Lichterberg“ gestartet. Bei franz tanz!t wird Alternative/Indie gespielt. Hinzu kommt das Partyangebot von der Africa Night mit Africanbeats, Reggae, Latin und HipHop.

## Räumlichkeiten
Der ehemalige Kinosaal in dem aus den 1950er Jahren stammenden Gebäude bietet Platz für bis zu 390 Personen sitzend und 620 stehend. Auf 2.000 Quadratmetern stehen vier verschiedene Veranstaltungsräume zur Verfügung. Die Räume werden auch für private Veranstaltungen vermietet. Alle Räume und Bühnen sind barrierefrei.

## Verein
Das Kulturzentrum franz.K wird von einem gemeinnützigen Kulturverein getragen. Die Mitglieder erhalten ermäßigte Eintrittskarten. Der Kulturverein ging aus dem Verein Kulturzentrum im Foyer U3 hervor und wurde am 26. November 2007 umbenannt. Im Oktober 2008, zwei Monate vor Eröffnung des Kulturzentrums franz.K, hatte der Verein 25 Mitglieder, Anfang 2017 waren es über 500 Mitglieder. Die Vereinsmitglieder beteiligen sich ehrenamtlich aktiv an der Kulturarbeit.

## Geschichte
Die erste Initiative, ein soziokulturelles Zentrum in Reutlingen zu schaffen, datiert aus dem Jahr 1983 und mündete in die Gründung des Café Nepomuk als „kleine Lösung“. Ein Kulturzentrum mit Bezuschussung aus öffentlichen Geldern konnte damals nicht durchgesetzt werden. Das Nepomuk startete in einer kleinen Eck-Kneipe mit einem achtköpfigen Gründerkollektiv, das Leben und Arbeiten in Selbstverwaltung verwirklichen und Café, Kultur und Politik auch ohne geeignete Räume und Bezuschussung verbinden wollte.
Das Café Nepomuk konnte sich 1993 deutlich vergrößern durch den Umzug ins Restaurant innerhalb des ehemaligen Foyer Cinema der französischen Garnison – dem Gebäude, das nach dem Umbau jetzt „franz.K“ ist.
Von der Kulturcrew des Nepomuk ging schließlich der Gründungsimpuls für das neue Zentrum aus. Parallel zum kulturellen Auf- und Ausbau in den Café-Räumen nutzten u. a. freie Theatergruppen sowie der Jazzclub und die Kleinkunstbühne den ehemaligen Kinosaal im Gebäude. Diese ursprünglich sieben, später sechs freie Gruppen (der Nepomuk Kulturverein, die Kleinkunstbühne Reutlingen, der Jazzclub In der Mitte und die freien Theater Sturmvogel, figuren theater tübingen und Varietétheater Weltenhopser) arbeiteten ab 2002 gemeinsam an der Umsetzung der Pläne für ein innovatives und vielfältiges Kulturzentrum im Gebäude „Unter den Linden 23“.
Nach dem „Nein“ des Reutlinger Bürgerentscheids über das Kultur- und Kongresszentrum im selben Jahr bestanden erstmals seit Jahren wieder konkrete Chancen ein Kulturzentrums mit einem weiten und alltagsnahen Kulturbegriff. Das gemeinsam konzipierte Musik-Theater-Kleinkunst-Festival unter dem Titel „Schad’ Nix“ wurde zu Jahresbeginn 2003 zum überregional wahrgenommenen Startschuss der Kampagne. Nach Jahren der Überzeugungsarbeit in Öffentlichkeit und Gremien wurde ein Soziokulturelles Zentrum im Foyer U3 (KU3) im Jahr 2006 innerhalb der Reutlinger Kulturkonzeption beschlossen und mit Priorität auf den Weg gebracht. Die Kulturkonzeption empfahl im Ergebnis – nach einer Befragung aller Reutlinger Kulturinstitutionen und -initiativen – neben dem Bau einer neuen, allerdings schlankeren und besser konzipierten Stadthalle und eines Theaterzentrums den Ausbau des Foyer U3 zum Soziokulturellen Zentrum als zentrales kulturpolitisches Projekt.
Im Zuge der konkreten Planungen ist aus dem Namen „KU3“ nach eingehender Prüfung von über 70 Namensvorschlägen schließlich „franz.K – Kulturzentrum im alten französischen Kino“ geworden.